# Acalypha multispicata
Acalypha multispicata är en törelväxtart som beskrevs av Sereno Watson. Acalypha multispicata ingår i släktet akalyfor, och familjen törelväxter. Inga underarter finns listade i Catalogue of Life.